# Списак египатских божанстава
|  |  |  |  |  |  |  |  |  |  |  |  |  |  |  |  |  |  |  |  |  |  |  |  |  |  |  |  |  |  |

## А
| G1 |

- Амон – Државни бог у Новој Држави и првобитно египатско божанство
- Аммут – Чудовиште које једе срца оних који нису заслужили загробни живот
- Анкет – Водена богиња Елефантине
- Анубис – Бог умрлих и пратилац мртвих на путу за загробни живот (Бог – Шакал)
- Акер – Чувар излазећег и залазећег сунца
- Апеп – Змија која покушава да уништи сунце
- Ару — Заштитник поља трске
- Атон – Сунчев круг
- Атум – Бог залазећег сунца
- Аш - Бог оаза и винограда на западној делти Нила

## Б
| D58 |

- Ба — Богиња обиља
- Ба Неб Тет — Богиња одлуке
- Ба Пеф — Бог несреће и страха
- Баби — Бог мајмуна (Бог — Мајмун Бабун)
- Бат — Бог заштитник крава
- Бастет – Богиња куће и сунчеве светлости (Богиња – Мачка)
- Баену — Сунчана света птица Нила
- Бес – Бог плеса, музике и ратних вештина (Бог – Патуљак)
- Буто – Богиња Доњег Египта (Богиња – Кобра)

## Д
| D46 |

- Дедун – Бог богатства и беса
- Дуа – Бог одевања
- Дуамутеф – Штити желудац од болести

## Г
| W11 |

- Геб – Бог земље

## И
| M17 |

- Иат – Богиња млека
- Иох — Бог месеца
- Имхотеп – Везир Ђосера
- Имсетy – Штити јетру од болести
- Исис — Богиња магичних моћи и здравља
- Изида – Богиња плодности, заштитница брака и мајчинства (Велика богиња мајка)
- Иху – Бог свете чегртаљке

## К
| N29 |

- Кебехсенуеф – Штити црева од разних болести
- Кетесх – Семитска богиња природе
- Кепера Хепра – Бог излазећег сунца
- Кнум Нун –Бог поплава и хаоса (Створитељ богова људи и вода)
- Консу – Бог месеца Тебе

## М
| G17 |

- Ма’ат – Богиња истине
- Маахес – Бог рата
- Менхит – Богиња рата
- Меретсегер – Богиња Долине Краљева
- Мин – Бог мушке плодности
- Мут – Богиња Тебе

## Н
| N35 |

- Нефертем – Бог лотоса Мемфиса
- Нефтис – Сестра Изиде и жена бога Сета, Богиња смрти
- Неитх — Богиња рата
- Некхебет –Богиња Горњег Египта (Богиња – Лешинар)
- Нут – Богиња неба

## О
| O3 |

- Онурис –Небески бог Абyдоса и Ратник
- Озирис – Бог плодности и вегетације

## П
| Q3 |

- Птах – Бог мртвих и господар судбине, створитељ земље

## Р
| D21 |

- Ра Ре – Бог сунца
- Ренетет Ре – Бог среће и напретка

## С
| S29 |

- Собек Себек – Бог вода Нила (Бог – Крокодил)
- Сатет – Богиња нилске поплаве и плодности
- Селкет – Богиња магије (Богиња – Шкорпија)
- Секер – Бог смрти
- Серапис – Хеленистички бог сунца и загробног живота
- Сесхат – Богиња писања и мерења
- Секхемет –Богиња рата и уништавања (Богиња – Лавица)
- Су – Бог ваздуха
- Сет – Бог олуја и оружја

## Т
| X1 |

- Таурет –Богиња жена и порода (Богиња – Нилски коњ)
- Тефнут – Богиња влаге и кише
- Тот – Бог мудрости и учења (Бог – Ибис)

## Х
| O4 |

- Хапи – Бог Нила
- Хапy – Штити плућа од болести
- Хатор – Богиња – Крава, Богиња неба, музике и љубави. Господарица подземља и звезда
- Хароерис — Бог светлости
- Хатмехит — Богиња риба
- Хаухет — Богиња немерљиве бесконачности
- Хекет — Богиња рођења (Богиња — Жаба)
- Хемен — Богиња (Богиња — Соко)
- Хемсут – Богиња судбине
- Хенет – Богиња (Богиња – Пеликан)
- Хике – Бог медицине
- Хорус – Бог неба, сунца и фараона (Бог – Соко)
- Хух – Бог небеске бесконачности